# José Tamayo Rivas
José Tamayo Rivas (Granada, 16 d'agost de 1920 - Madrid, 26 de març de 2003) va ser un director i empresari teatral espanyol. És considerat com un dels més importants directors teatrals d'Espanya. Va iniciar la seva marxa teatral el 1944 a un grup de teatre universitari de Granada. Fundà la Companyia Lope de Vega i després d'unes actuacions a València es va establir a Madrid, on la seva companyia fou durant diversos anys la titular del Teatro Fuencarral. Amb aquesta companyia va revolucionar les representacions de sarsuela, realitzant grans espectacles que van donar a conèixer aquest gènere líric per tot el món. Va ser director del Teatro Español entre 1954 i 1962, fundador del Teatre Belles Arts i director del Teatre Líric Nacional. Va destacar per donar a conèixer al públic espanyol en la dècada dels 50 les obres d'autors com Tennessee Williams o Arthur Miller (Mort d'un viatjant, 1952). Va rebre el Premi Max d'Honor el 2002.

## Obres
A continuació hi ha una selecció de les obres que va dirigir:
- La muralla (1954), de Joaquín Calvo Sotelo.
- Diálogos de Carmelitas (1954), de Georges Bernanos.[2]
- Las brujas de Salem (1956), de Arthur Miller.
- La novia del espacio (1956), de José López Rubio.[3]
- Un soñador para un pueblo (1958), d'Antonio Buero Vallejo.[4]
- Otelo (1958), de William Shakespeare.
- El teatrito de don Ramón (1959), de José Martín Recuerda[5]
- Las Meninas (1960), d'Antonio Buero Vallejo.[6]
- El genio alegre (1960), de los Hermanos Álvarez Quintero.[7]
- Hamlet (1962), de William Shakespeare.
- La dama del alba (1962), de Alejandro Casona.[8]
- El caballero de las espuelas de oro (1964), de Alejandro Casona.[9]
- Luces de Bohemia (1970), de Ramón María del Valle-Inclán.
- Los cuernos de Don Friolera (1976), de Ramón María del Valle-Inclán.[10]
- La detonación (1977), d'Antonio Buero Vallejo.
- Todos eran mis hijos (1988), de Arthur Miller.[11]
- Un tranvía llamado deseo (1994), de Tennessee Williams.
- Doña Rosita la soltera (1998), de Federico García Lorca.